# Unfixable
「unfixable」（アンフィクサブル）は、日本の歌手中森明菜の楽曲。この楽曲は中森の50枚目のシングルとして、2015年9月30日にユニバーサルJよりリリースされた (12cmCD: UPCH-5853 , 12cmCD+DVD: UPCH-7048)。

## 背景
「unfixable」は、2015年1月にリリースされた「Rojo -Tierra-」に続く楽曲で、2015年12月30日発売のスタジオ・アルバム『FIXER』からの先行シングルとして、2015年9月30日に通常盤（12cmCD: UPCH-5853）、初回限定盤（12cmCD+DVD: UPCH-7048）、デジタル・ダウンロード配信の3形態で同時発売された。タイトルの「unfixable」は英語で「再生不能」の意味を持つ。この楽曲は海外在住の4人の作家によって共同制作された全編英語歌詞のナンバーで、中森が全編英語詞の楽曲を発表するのは、『Cross My Palm』（1987年）以来28年振りとなる。カップリングの「雨月」は日本語歌詞であり、こちらは中森の活動休止中の心情を歌詞に込めた作品となった。中森は「雨月」について、「自分ではどうにもならない苛立ち、焦り…。でも、それを乗り越えようと頑張っていたら、少しずつ一筋の光が見えてくる…」とのコメントを発表し、自身でもこの曲を改めて聴くと涙が出てくるという。
中森は企画段階から本作の制作に参加しており、シングル候補曲として数曲を録音した中から、中森本人によって本曲が選ばれたという。リリース当時、中森が本作のプロモーションを兼ねて音楽番組に出演することは無かったが、リリース直前の2015年9月25日放送のラジオ番組「吉田照美 飛べ!サルバドール」（文化放送）で本曲がオンエアされている。

## 批評
J-POPに詳しい音楽関係者は本作について、「バラードは歌姫・明菜の真骨頂と言えますが、ポップス系歌手の曲タイトルとしては異例でしょう。しかも、明菜の新曲だけにインパクトという以上に衝撃的」とコメントし、『CDジャーナル』は本作について「タイトル曲は自身初となる全編英語詞となっており、"中森明菜の苦悩の日々"を歌った一曲となっている。タイトル曲、カップリング曲とともに彼女の内面に迫った世界観となっている」と批評した。

## チャート成績
この楽曲は初週約0.5万枚を売り上げ、2015年10月12日付のオリコン週間シングルチャートに最高順位となる20位で初登場した。同チャートには計5週に亘ってランクインしている。配信部門ではレコチョクアルバム週間ランキング（9月30日〜10月6日）で3位を獲得した。

## 収録曲
| #         | タイトル                    | 作詞                                                         | 作曲                                                         | 時間  |
| --------- | --------------------------- | ------------------------------------------------------------ | ------------------------------------------------------------ | ----- |
| 1.        | 「unfixable」               | Hilde Wahl, Anita Lipsky, Tommy Berre, Marietta Constantinou | Hilde Wahl, Anita Lipsky, Tommy Berre, Marietta Constantinou | 3:20  |
| 2.        | 「雨月」                    | 新屋豊                                                       | 新屋豊                                                       | 4:11  |
| 3.        | 「unfixable」(Instrumental) |                                                              |                                                              | 3:20  |
| 4.        | 「雨月」(Instrumental)      |                                                              |                                                              | 4:11  |
| 合計時間: | 合計時間:                   | 合計時間:                                                    | 合計時間:                                                    | 15:02 |

| #  | タイトル                    | 作詞 | 作曲・編曲 | 備考           |
| -- | --------------------------- | ---- | ---------- | -------------- |
| 1. | 「unfixable」(イメージ映像) |      |            | 初回限定盤のみ |

## クレジット
- Recording & Mixing Engineer : Rick Anderson
- Mastering Engineer : Tom Coyne (Sterling Sound)
- DVD Editing : Taku Tanaka
- Art Direction : Youhei Yamamoto (ING)
- Photographer & Cameraman : Michael Freeman
- Styling : Wendy Turner
- Creative Manager : Souki Tanaka (ING)
- Artwork Coordination : Takao Shimizu (UNIVERSAL MUSIC LLC)
- Authoring : JVCKENWOOD VIDEO TECH., LTD.